# Titus Popilius Albinus
Titus Popilius Albinus (vollständige Namensform Titus Popilius Titi filius Voltinia Albinus) war ein im 2. Jahrhundert n. Chr. lebender Angehöriger des römischen Ritterstandes (Eques). Durch eine Inschrift sind einzelne Stationen seiner Laufbahn bekannt, die in der Inschrift in aufsteigender Reihenfolge wiedergegeben ist.
Seine militärische Laufbahn bestand aus den für einen Angehörigen des Ritterstandes üblichen Tres militiae. Zunächst übernahm er als Präfekt die Leitung einer Cohors I Alpinorum. Im Anschluss wurde er Tribun bei der Legio VII Gemina, deren Hauptquartier in Legio in der Provinz Hispania Tarraconensis lag. Danach übernahm er als Präfekt die Leitung der Ala I Tungrorum Frontoniana.
Albinus war in der Tribus Voltinia eingeschrieben.